# Expédition de Penobscot
Guerre d'indépendance des États-Unis
Batailles
m
Opérations navales de la guerre d'indépendance des États-Unis (en) :
- Bataille de Fairhaven
- Machias (1775)
- Bataille de Gloucester (1775)
- Incendie de Falmouth
- Block Island
- Bataille de Turtle Gut Inlet (en)
- Bataille de Machias (1777)
- Newport
- Raid de Grey (en)
- Raid de Chesapeake (en)
- Raid de Tryon (en) (Bataille de Norwalk (en))
- Expédition de Penobscot
- Cap Henry
- Cap Breton
- Capture de l'USS Trumbull (en)
- Bataille du cap Ann (en)
- Baie de Chesapeake
- Capture du HMS Savage (en)
- Bataille de baie du Delaware (1re) (en)
- Bataille navale d'Halifax (en)
- Raid sur Lunenburg (en)
- Baie d'Hudson
- Bataille de la baie du Delaware (2e) (en)
- Bataille de la baie du Delaware (3e) (en)
- Combat du 22 janvier 1783 (en)

L'expédition Penobscot est une opération navale des forces armées américaines lors de la guerre d'indépendance des États-Unis exécutée entre juillet et août 1779 afin d'expulser les troupes britanniques récemment débarquées dans l’État du Maine.
Le 17 juin 1779, les forces armées britanniques sous le commandement du général Francis McLean (en) débarquent et commencent à établir une série de fortifications centrées sur fort George (Maine) (en), située sur la péninsule Majabigwaduce dans la partie supérieure de la baie de Penobscot. L'objectif est d'établir une présence militaire sur cette partie de la côte de l’État du Maine afin d'établir la colonie de la Nouvelle-Irlande (Maine). En réponse, le Congrès de la province de la baie du Massachusetts, avec le soutien du Congrès continental organise une expédition pour expulser les Britanniques. La flottille américaine composée de 19 navires de guerre et de 25 navires de soutien, quitte Boston le 19 juillet 1779 en direction de la baie de Penobscot. Elle embarque un corps expéditionnaire fort de plus de 1000 marines coloniaux et miliciens ainsi qu'un détachement d'artillerie de 100 hommes sous le commandement du lieutenant-colonel Paul Revere.
Les troupes américaines débarquent à la fin de juillet et tentent d'établir le siège de fort George par une série d'actions malheureusement entravée par les désaccords entre le commandant des forces terrestres, le général de brigade Solomon Lovell (en) et le commandant en chef de l'expédition, le commodore Dudley Saltonstall. Ce dernier sera renvoyé de la Marine pour incompétence à la suite de l'échec de l’expédition. Les combats ont lieu à la fois sur terre et en mer autour de l’embouchure du fleuve Penobscot, de la rivière Majabigwaduce et de Castine sur une période de trois semaines. Le général McLean résiste aux assauts américains en attendant la flotte de secours britannique commandée par Sir George Collier. Cette dernière arrive à New York le 13 août, puis conduit la destruction de la flotte américaine sur le fleuve Penobscot. Les survivants de l'expédition américaine sont forcés à évacuer par voie terrestre vers le Massachusetts avec très peu d'arme et de nourriture. Cette opération est la plus grande expédition navale américaine de la guerre. Si c’est l’une des plus grandes victoires de la guerre pour les Britanniques, c’est aussi la pire défaite navale des États-Unis avant Pearl Harbor 162 ans plus tard.

## Contexte
Après la bataille de Machias en 1777, ainsi que l’échec de la campagne de Saratoga menée par le général John Burgoyne, les stratèges britanniques cherchent une autre approche pour reprendre le contrôle des colonies de la Nouvelle-Angleterre alors qu'ils concentrent leur effort de guerre contre les colonies du Sud. Le secrétaire d'État aux Colonies lord George Germain, et son sous-secrétaire, William Knox, décident donc l'établissement d'une base sur la côte du Maine (qui, jusqu'en 1820, comprend aussi une partie du Massachusetts actuel) afin de protéger la Nouvelle-Écosse contre les raids Américains et les corsaires,.
Plusieurs autres raisons spécifiques ont conduit au déclenchement de cette opération britannique. Cette occupation a pour but de maintenir ouvert l'approvisionnement en bois de construction de la côte du Maine pour la Royal Navy. La côte du Maine est aussi relativement proche de la grande base navale britannique à Halifax. Et enfin, les réfugiés loyalistes de Castine ont proposé la création d'une nouvelle colonie, la Nouvelle-Irlande (Maine),. Cette dernière raison est fortement soutenue par Sir Francis Bernard, ancien gouverneur de la province de la baie du Massachusetts qui vit alors à Londres. Ce dernier veut créer une zone protégée pour les loyalistes persécutés de la Nouvelle-Angleterre.
En janvier 1778, afin de promouvoir l'idée d'établir une présence militaire britannique dans le Maine, William Knox incite John Nutting, un loyaliste qui avait déjà appuyé l’expédition de Sir George Collier contre Machias en 1777, à écrire, puis à rendre visite à lord George Germain. Ce faisant Nutting décrit Castine comme ayant un port qui pourrait contenir la totalité marine britannique et comme une place facile à défendre où seul un millier d’hommes et deux navires pourrait suffire à protéger la zone contre toute attaque des forces continentales. Il décrit la zone comme l'emplacement stratégique idéal afin de porter la guerre en Nouvelle-Angleterre ainsi qu’assurer la protection de la Nouvelle-Écosse. Bien que l'amiral Collier ait demandé à Nutting, un an plus tard, ce qui l’avait décidé à recommander cet endroit, à la lumière des événements ultérieurs, les éléments avancés par Nutting pour la défense à Castine se sont avérés étonnamment précis.
Le 2 septembre 1778, lord George Germain rédige les ordres adressés au lieutenant-général Sir Henry Clinton, commandant en chef des forces britanniques en Amérique du Nord ordonnant la création d’une province située entre le fleuve Penobscot et le fleuve Sainte-Croix et l’installation d’un fort militaire sur le fleuve Penobscot afin de défendre la zone contre toutes les tentatives des rebelles américains,. Le Bureau des Colonies charge Nutting de porter les ordres à New York. C’est l'idée de Knox de nommer cette province la Nouvelle-Irlande. Malheureusement, pour les Britanniques, le navire de Nutting est capturé par un corsaire américain, et il est contraint de jeter ses dépêches à la mer. Nutting arrive finalement à New York en janvier 1779, mais le général Clinton a reçu une copie des ordres par d'autres messagers. Ce dernier a déjà confié l'expédition au général Francis McLean (en) basé à Halifax et il envoie Nutting le rejoindre avec les instructions détaillées de lord Germain.

## L'arrivée des Britanniques
Les forces de McLean embarquent à Halifax le 30 mai 1779, et arrivent dans la baie de Penobscot le 12 juin. Le lendemain, McLean et le capitaine Andrew Barkley, le commandant du convoi naval, identifient un site propice pour établir un avant-poste. Le 16 juin, les forces commencent à débarquer sur la péninsule de Majabigwaduce (maintenant Castine), entre l'embouchure de la rivière Bagaduce (en) et à proximité de la baie menant au fleuve Penobscot. Les troupes britanniques comptent environ 700 hommes : 50 hommes du Royal Artillery and Engineers, 450 hommes du 74th Regiment of (Highland) Foot (en) et 200 hommes du 82nd Regiment of Foot (1778) (en). Ils commencent à construire une fortification sur la péninsule, qui fait une saillie dans la baie et qui commande le principal passage vers l’intérieur.
Fort George (Maine) (en) est établi au centre de la petite péninsule avec deux batteries placées à l’extérieur du fort afin de fournir une couverture pour le HMS Albany, le seul navire devant rester sur zone. Une troisième batterie est construite sur une île au sud de la baie près de l'embouchure de la rivière Bagaduce. La construction de ces ouvrages occupe les troupes britanniques durant près d’un mois. Avec la rumeur d’une expédition américaine menée depuis Boston, les Britanniques redoublent d’efforts afin d’assurer l'achèvement des défenses avant leur arrivée,. Le capitaine de l’Albany, Henry Mowat (en) prend très au sérieux ces rumeurs, bientôt suivies de rapports faisant état d’une flotte au départ de Boston. Il convainc le général Francis McLean (en) de maintenir sur place davantage de navires pour assurer la défense de l’expédition. Cependant, un certain nombre de navires du convoi sont déjà partis; Et seuls les sloops HMS Nord et HMS Nautilus reçoivent le contre-ordre de rester sur zone.

## La réaction américaine
Quand la nouvelle du débarquement britannique arrive à Boston, les autorités américaines se hâtent e faire des plans pour chasser les Britanniques de la région. Le fleuve Penobscot est la porte d'entrée de terres contrôlées par les Indiens Pentagouets plutôt favorable aux Britanniques. Le Congrès craint que si les Britanniques réussissent à implanter un fort à l'embouchure du fleuve, toutes les chances de s’attacher les Indiens Pentagouets comme des alliés soient définitivement perdues. Le Massachusetts est également motivé par la crainte de perdre le droit à revendiquer légitimement cette région face à d'autres états dans le cas d'un règlement territorial après la guerre.
Fer de lance de l'expédition, le Massachusetts sollicite le Congrès des États-Unis pour l'utilisation de trois navires de guerre de la Continental Navy, le sloop de 12 canons USS Providence, le brick de 14 canons USS Diligent, et la frégate de 32 canons USS Warren. La flotte d’une quarantaine de navire commandée par le commodore Dudley Saltonstall est aussi composée de deux navires de la marine d'État du Massachusetts et de navires privés sous contrat. Les autorités du Massachusetts mobilisent plus de 1000 miliciens et une artillerie de six canons. Les forces terrestres sont placées sous le commandement du général de brigade Solomon Lovell (en). Le corps expéditionnaire quitte le port de Boston le 19 juillet et est arrivé à Penobscot six jours plus tard, dans l'après-midi du 25 juillet.

## Le débarquement et l'assaut

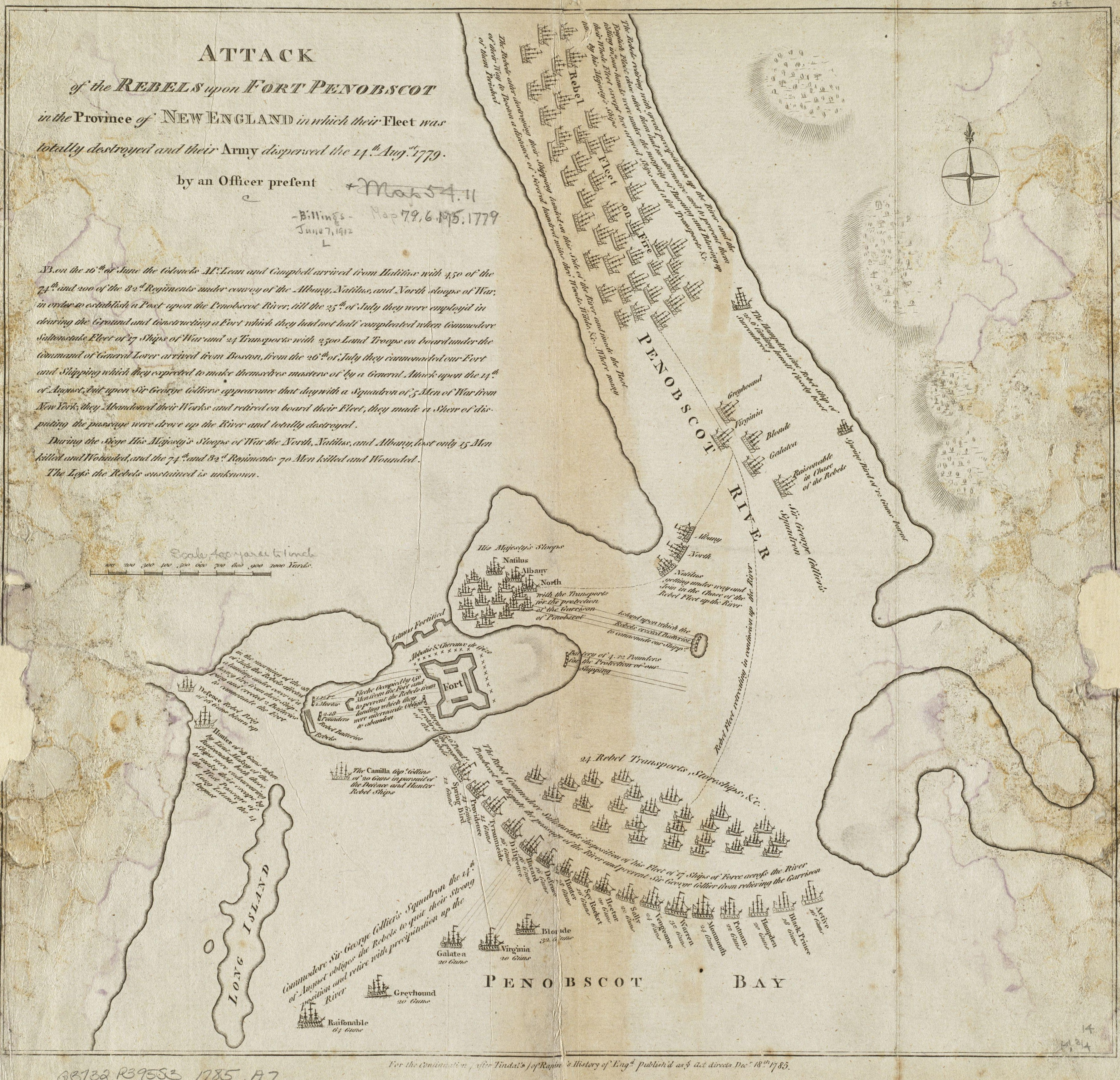
Carte décrivant les actions militaires lors de l'expédition de Penobscot, 1785.

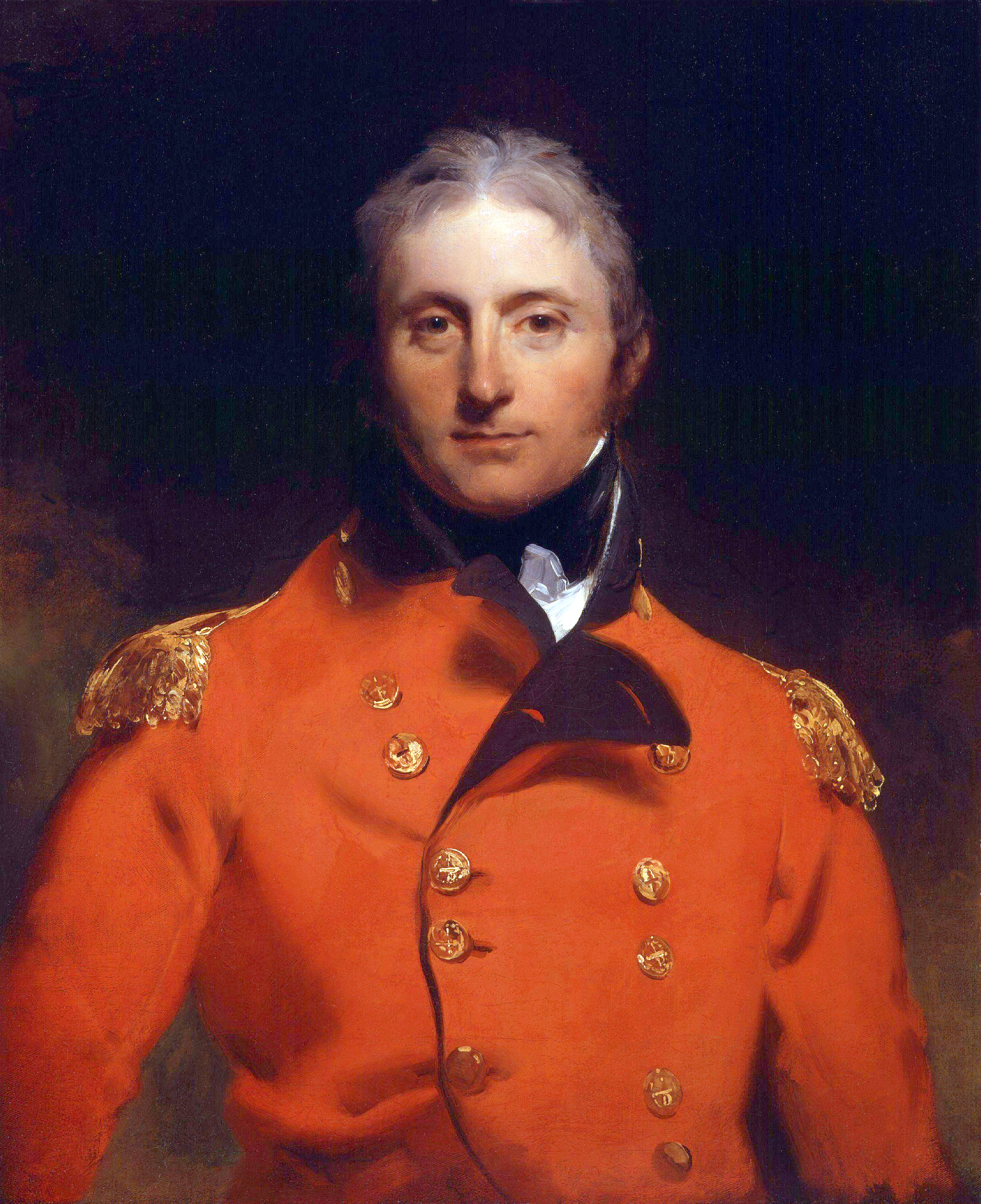
Sir John Moore servant sous les ordres de Francis McLean comme Lt. dans le.

Le 25 juillet, entre 15 h 30 et 19 h 00, neuf des plus grands navires de la flottille américaine échangent des tirs avec les navires de la Royal Navy. Au même moment, sept bateaux américains s’approchent de la rive pour débarquer des troupes. Mais ces derniers sont refoulés par les tirs ennemis qui cause la mort d’un Indien allié à bord.
Le 26 juillet, Solomon Lovell (en) envoie une force de Continental Marines capturer la batterie britannique sur Nautilus Island, Maine (en) (également connu sous le nom de Banks Island), tandis que la milice est chargée de débarquer à Bagaduce. Les marines atteignent leur objectif, mais la milice doit se retirer quand les tirs britanniques renversent le bateau de tête, entrainant la noyade du Major Daniel Littlefield et deux de ses hommes. Pendant ce temps, 750 hommes sous Lovell débarquent et commencent la construction des installations de siège sous le feu constant.
Le 27 juillet, l'artillerie américaine bombarde la flotte britannique pendant trois heures, blessant quatre hommes à bord de l'HMS Albany (1776).
À l'aube du 28 juillet, avec le soutien de l'artillerie des navires Tyrannicide (1776) (en), Hunter, et Sky Rocket, le brigadier général Peleg Wadsworth conduit un assaut terrestre fort de 400 hommes (200 marins et 200 miliciens) à Dyce's Head sur la pointe ouest de la péninsule, avec l'ordre de capturer fort George. Ils débarquent sur une plage étroite et avancent jusqu'à la falaise escarpée qui mène au fort. Les défenseurs britanniques, parmi lesquels le lieutenant John Moore résistent vaillamment, mais sans renfort du fort, ils sont contraints de se retirer, laissant les Américains en possession des hauteurs. Huit soldats britanniques sont capturés. À ce stade, Lovell ordonne aux assaillants de s’arrêter et de conforter leur position. Au lieu d’attaquer directement le fort, Lovell décide de construire une batterie au sein des lignes britanniques et de les bombarder pour les contraindre à se rendre.
Les pertes américaines dans l'assaut sont sévères: cent hommes sur quatre cents hommes dont une majorité de marins continentaux. Le commodore Dudley Saltonstall est tellement horrifié par les pertes subies par ses marins qu'il refuse de poursuivre le débarquement et menace même de rappeler ceux déjà sur le rivage. En plus du vaisseau-amiral, la frégate continentale USS Warren subit des dégâts considérables lors de l'engagement dont son grand mât et le mât de charge.
Bien que possédant une supériorité navale significative sur les Britanniques, au cours des deux semaines suivantes, Dudley Saltonstall se montre excessivement prudent malgré les demandes répétées du général Solomon Lovell (en) afin qu'il attaque la position de Henry Mowat (en) à l'entrée au port. Au contraire, il manœuvre la flotte américaine au-delà de l’embouchure du fleuve Penobscot et hors de portée des canons britanniques ne tentant que quelques timides approches pour engager les Britanniques totalement inefficaces. Tant que les navires de guerre britanniques continuent à tenir le port, ils peuvent fixer les forces américaines sur le terrain avec un feu concentré et les empêcher de prendre fort George.
Le 11 août, réalisant que le temps est compté avant l'arrivée des renforts britanniques, le général Lovell écrit à Saltonstall afin de le pousser à l'offensive. L'ineptie de Saltonstall à Penobscot conduira à son exclusion de la Marine. En effet, au mois d'octobre suivant, un comité mis en place par la Cour générale du Massachusetts est chargé de déterminer les raisons de l'échec, le Committee for Enquiring into the Failure of the Penobscot Expedition, conclut à la faute du commodore Dudley Saltonstall qui a découragé toutes entreprises ou mesures offensives de la part de la flotte et qu'il est le principal responsable de sa destruction totale.

## Le siège

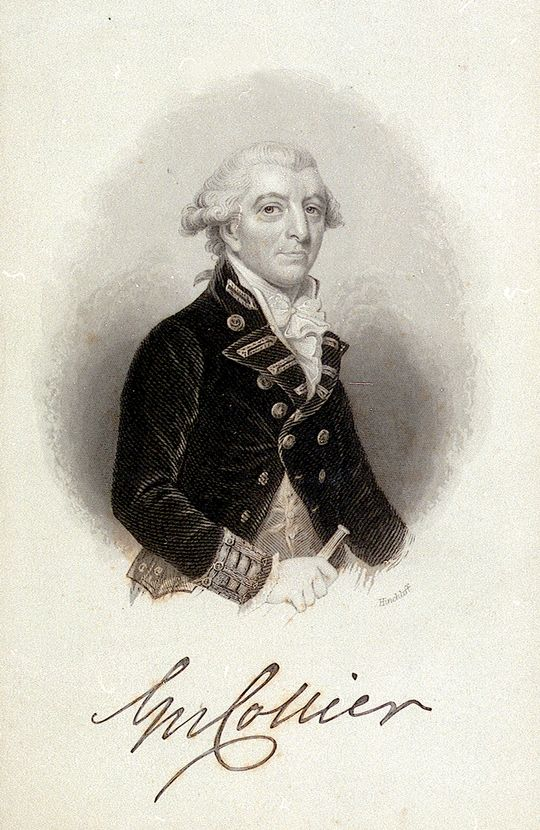
L'amiral britannique George Collier, vainqueur de la flotte américaine.

Avec la mise en place du siège, plusieurs jours passent sans véritable avancée. Le 29 juillet, un Américain est tué, le 30 juillet, les deux côtés se canonnent toute la journée, et le 31 juillet deux marins américains appartenant au groupe d'assaut sont blessés par un obus.
Lors de la nuit du 1er août, Solomon Lovell (en) ordonne un assaut contre la batterie de demi-lune située à proximité de fort George dont les canons présentent un danger pour les navires américains. Les Américains ouvrent le feu à deux heures du matin. La colonne centrale du colonel Samuel Mc Cobb, comprenant son propre Lincoln County Régiment, est mise en fuite par les tirs de riposte Britanniques. La colonne de gauche dirigée par le capitaine Thomas P. Carnes (en) et un détachement de marins, et la colonne de droite comprenant des marins de la flotte, ont par contre, continué l'assaut contre la batterie. À l'aube, les canons du fort Gorge ouvrent le feu sur la batterie capturée et un détachement de Tuniques rouges anglais est chargé de reprendre la demi-lune. Lors de cette action, ils font 18 prisonniers parmi les Américains et perdent quatre hommes ainsi que douze blessés.
Le siège continue avec escarmouches mineures. Le 2 août, le milicien Wheeler Riggs de Falmouth est tué par un boulet de canon ennemi qui rebondit sur un arbre avant de le frapper. Le 4 août, le chirurgien John Calef enregistre dans son journal que plusieurs hommes ont été blessés dans des échanges de tirs. Le 5 août, un Indien allié est capturé et un autre tué. Le 7 août, 100 Américains engagent 80 Britanniques faisant un tué et un blessé du côté américain et deux blessés parmi les Britanniques.
Pendant ce temps, les Britanniques ont réussi à faire passer une demande de renforts et le 3 août capitaine (plus tard le vice-amiral) Sir George Collier quitte New York à la tête d'une flotte de dix navires de guerre.
Le 11 août, environ 250 miliciens américains quittent leur camp fortifié et occupent une batterie récemment abandonnée à un quart de mile (400 mètres) du fort britannique. La réponse britannique ne se fait pas attendre et une troupe de 55 troupes britanniques font une sortie du fort afin d’engager les Américains. Les troupes américaines mal formés ne tirent qu’une seule salve sur les troupes britanniques, infligeant environ 13 blessés, avant de s’enfuir, laissant derrière tous leurs armes et leur équipement.
Le lendemain, Dudley Saltonstall se décide enfin à lancer une attaque navale contre le fort britannique, mais la flotte de secours britannique de Collier arrive à temps et contre-attaque les navires américains. La flotte américaine s’enfuit en amont sur du fleuve Penobscot, poursuivi par Collier pendant deux jours. Le 13 août, un officier américain est blessé par des tirs ennemis. Les 13 et 14 août, de nombreux navires sont capturés par Collier ou sabordé et brûlés par leurs propres équipages tandis que le reste est détruit à Bangor par les Britanniques. Au XVIIIe siècle, il y avait des rapides à Bangor à l'emplacement approximatif des anciens Water Works. Les équipages survivants ont alors fui en prenant la route de retour vers Boston avec pratiquement aucune nourriture ou munitions.

## Conséquences
Au cours du siège, le colonel David Stewart prétend que la garnison britannique a subi 25 tués et 34 blessés. Stewart ne donne pas de chiffres sur les hommes capturés ou manquant à l’appel ; les Américains ont cependant fait 26 prisonniers britanniques. Outre les 100 hommes tués ou blessés lors de l'assaut du 28 juillet, les pertes américaines lors du siège se montent à 12 tués, 16 blessés et un capturé, en plus des quelques blessés du 4 août. À ces chiffres, il faut ajouter au moins 130 tués et blessés. Dans l'ouvrage History of Penobscot County, Williams Chase note que l'ensemble des pertes américaines est d'au moins 150 hommes. Cependant, la retraite chaotique porte le nombre total des pertes américaines à 474 tués, blessés, capturés ou portés disparus.
Une commission d'enquête a blâmé l'échec américain et la mauvaise coordination entre les forces terrestres et maritimes et les hésitations du commodore Dudley Saltonstall à engager les forces navales britanniques. Saltonstall est déclaré comme le principal responsable de la débâcle, et il est reconnu coupable en cour martiale et exclu de l’armée. Paul Revere, qui commandait l'artillerie lors de l'expédition, est accusé de désobéissance et de la lâcheté. En conséquence, il est exclu de la milice, bien qu’il soit blanchi de ses charges par la suite. Peleg Wadsworth, qui a permis de limiter les pertes en organisant la retraite, n’est pas inculpé par la cour martiale. Finalement, cette opération qui est la plus grande expédition navale américaine de la guerre est aussi la pire défaite de l'histoire navale des États-Unis jusqu'à l'attaque de Pearl Harbor, 162 ans plus tard,.
Un an plus tard, le 10 août 1780, le cabinet britannique approuve officiellement le projet de Nouvelle-Irlande, et le roi George III donne son assentiment le jour suivant à la proposition de séparer le pays situé au nord-est de la Piscataway River de la province de la baie du Massachusetts afin d'établir entre la Saco River et le fleuve Sainte-Croix, une nouvelle province, qui de par sa situation entre la province Nouvelle-Angleterre et la Nouvelle-Écosse prendra le nom de Nouvelle-Irlande.
Cependant, aux termes du traité de Paris (1783), toutes les forces britanniques évacuent le fort George, suivies par quelque 600 loyalistes qui ont quitté St Andrews sur la baie de Passamaquoddy et abandonné leurs tentatives d’établir la colonie de Nouvelle-Irlande. Au cours de la guerre anglo-américaine de 1812, les forces britanniques ont à nouveau occupé Fort George entre septembre 1814 et avril 1815 afin de s'en servir comme base navale avant de se retirer après la paix,,. La propriété d’un grand nombre de terrains situés principalement le long de la frontière nord avec le Nouveau-Brunswick demeure contestée jusqu'au traité Webster-Ashburton en 1842. Le district du Maine est une partie du Massachusetts jusqu'en 1820 quand il est admis dans l'Union en tant que 23e État.